# Festival del Takuare'ê
El Festival del Takuare'ê es un evento artístico folclórico y popular que se realiza anualmente en la ciudad de Guarambaré, ubicado al sur del Departamento Central de Paraguay. Se inició en el año 1977 y en el 2024 tendrá lugar la edición 47. El evento incluye música y danza principalmente, pero también teatro, poesía en castellano y en guaraní, y artes plásticas.
El término Takuare'ê significa «caña de ázúcar» en idioma guaraní, el cual constituye uno de los principales productos de la economía de la ciudad de Guarambaré, ciudad que cuenta con numerosas plantaciones y dos ingenios azucareros.

## Historia
El Festival se gestó dentro de la Comisión Juvenil del Club Luis Alberto de Herrera de Guarambaré, en el año 1977, y a propuesta de Alfredo Vaesken. El primer evento contó con la asesoría de Cerafín Francia Campos, Emilio Vaesken, y Benancio Rivas; y con la participación de artistas renombrados como: Maneco Galeano, Emilio Bobadilla Cáceres, Liosnel Chase, Eladio Martínez, y Los Mensajeros del Paraguay.
En 1982 se organizó el primer festival competitivo, iniciando en la vecina ciudad de Villeta.
El festival de 1985 estuvo dedicado a un músico considerado opositor a la dictadura, Maneco Galeano, por lo que en cierta forma se inmiscuyó la policía leal al régimen stronista, para controlar e intentar reprimir, inclusive. Ya desde antes, la organización estaba apoyando a los exponentes del nuevo cancionero.
Hasta el 2008, los miembros de la organización del evento formaban parte de una comisión interna del club Luis A. de Herrera (pero la mayoría se retiraron de dicha institución por desavenencias con la directiva), por lo que de dicha entidad deportiva organizó un evento similar. 
Desde el año 2009 el festival llevó por nombre oficial Paraguay y el Mundo cantan en Guarambaré (usado antes como lema del festival), y está organizado por la Asociación Cultural Takuare’ê, continuadora de las mismas comisiones que organizaron el evento desde sus inicios, utilizando la misma metodología, pre festivales, sistema de competición y jornadas, y estructura en general. Desde el año 2013 dicha Sociedad gestionó el registro del nombre, por lo que a partir del 2014 vuelve a ser oficialmente Festival del Takuare'ê.
La edición 43, de 2020, se realizó en formato virtual (vía streaming), mediante la difusión de los videos que fueron recepcionados por la organización. Este año, se rindió homenaje a Yverá, Juan Carlos Oviedo, Alberto de Luque, Óscar Gómez e Ireneo Ojeda Aquino.

## Formato
Las preliminares se realizan en distintos puntos de la República del Paraguay y otros países como Argentina y Japón, desde el mes de agosto de cada año. El festival culmina en cada noviembre con las jornadas centrales llevadas a cabo en la ciudad de Guarambaré, las cuales suelen durar alrededor de cuatro días distribuidos usualmente en dos fines de semana. La etapa de clausura constituye el mayor atractivo turístico de la ciudad, tenía lugar en el Club Deportivo Luis Alberto de Herrera, pero desde el 2009 se realiza en el Colegio Parroquial Natividad de María de Guarambaré y en la plaza central de la misma ciudad. 

## Artistas
Los artistas que participan del festival provienen de diversos países, de América y de Asia. Ellos, son convocados para participar de la competencia o para competir, en el caso de los no profesionales. La sociedad organizadora les ayuda con una parte de los gastos de traslado y les brinda residencia en casas particulares de la ciudad.
Se presentan los ganadores de cada categoría e invitados especiales, todos representantes de expresiones culturales regionales, vinculadas principalmente a instrumentos como la guitarra, el arpa paraguaya, el requinto, y a las danzas tradicionales regionales.
El tipo de música con más presencia en las interpretaciones y danzas es la polka paraguaya, seguida por la guarania, el chamamé y música popular y folklórica sudamericana.